# Manhasset
Manhasset – miejscowość spisowa (obszar niemunicypalny) w Stanach Zjednoczonych, w stanie Nowy Jork, w hrabstwie Nassau.